# 後藤真一

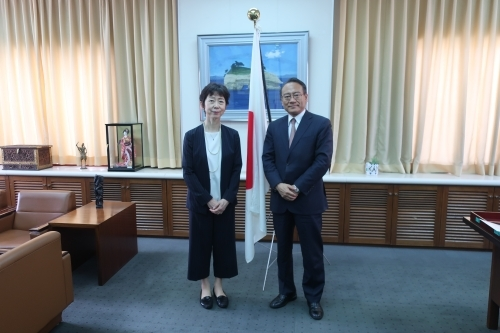
2020年3月9日、在タンザニア日本国大使館にて撮影。右が後藤で、左は山田真貴子

後藤 真一（ごとう しんいち）は日本の財務官僚。タンザニア駐箚特命全権大使。

## 経歴・人物
神奈川県立横浜翠嵐高等学校を経て、1982年早稲田大学政治経済学部政治学科卒業、大蔵省入省（関税局国際第一課）。1985年7月名古屋国税局調査査察部国税調査官。1986年7月建設省住宅局住宅政策課。1988年7月仙台国税局鶴岡税務署長。1989年7月国税庁直税部法人税課課長補佐。1990年ハーバード大学ロースクール・ケネディ行政学院。1991年7月関税局国際調査課課長補佐。1993年7月国際金融局調査課課長補佐。1994年7月東京国税局課税第二部次長。1995年7月大阪国税局課税第二部長。1997年7月在スイス日本国大使館一等書記官。2000年7月環境庁企画調整局総務課調査官。2001年4月環境省総合政策局総務課調査官。2002年7月金融庁監督局総務課監督調査室長。2003年7月同局証券課長。2004年7月証券取引等監視委員会特別調査課長。2005年ロンドン大学東洋アフリカ研究学院経済学部客員講師。その後は環境省総合政策局総務課長、同省大臣官房会計課長を経て、2009年7月札幌国税局長。2010年6月預金保険機構金融再生部長。2012年4月財務省関税局大臣官房審議官。2014年7月大阪税関長。2015年9月原子力損害賠償・廃炉等支援機構理事。2017年10月税務大学校長。2018年9月タンザニア駐箚特命全権大使。2022年5月辞職。同年8月宮坂建設工業顧問。